# Dominika Peczynski
Dominika Peczynski (Varsovia, Polonia; 20 de septiembre de 1970) es una cantante, modelo y presentadora sueca.

## Primeros años
Dominika Maria Peczynski nació el 20 de septiembre de 1970 en Varsovia, Polonia, de madre rusa judía y padre polaco. Vivió en Polonia hasta cumplir los siete años de edad y se mudó a Estocolmo. Ha viajado a varios países antes de presentar su famoso programa Dominika's Planet. Después de ir de Estocolmo se unió a una agencia de modelos. Durante mucho tiempo vivió en Praga.

## Army of Lovers
Se unió al grupo de música pop sueco Army of Lovers en 1992, haciendo su debut con el grupo con Hasta Mañana, una versión de la canción de ABBA. Peczynski ya conocía a los otros miembros de  Army of Lovers; Michaela Dornonville de la Cour y Camilla Henemark trabajaban para la misma agencia de modelaje, había estado en el colegio con Jean-Pierre Barda y había tenido previamente una relación con Alexander Bard.

## Después de Army of Lovers
Desde la separación de Army of Lovers, ha trabajado como presentadora de televisión para un número de diversos programas suecos y de ultramar, incluyendo la versión sueca de Confianza ciega y su propio programa Dominika's Planet, que se emitía en el Reino Unido. En 1998 posó para la revista para adultos Playboy.
Desde 2002 ha estado llevando una empresa de relaciones públicas.
En 2005 un nuevo proyecto musical llamado Nouveau Riche fue lanzado, presentando a Peczynski y a Ulrich Bermsjö. Su canción debut "Oh Lord" fue estrenada en noviembre de 2005. Siguiendo el estreno de su segundo sencillo "Hardcore Life", Peczynski abandonó la banda. Tras varias semanas, fue remplazada por otra cantante y sus contribuciones al grupo fueron eliminadas de todos sus estrenos posteriores y sus herramientas de marketing oficiales.
Peczynski es desde 2011 miembro del grupo de pop Happy Hoes.
Compite en el programa de baile de celebridades Let's Dance 2017, que se emite en TV4.

## Vida personal
Peczynski tiene dos hijos: una niña, Hannah Sabina Edna Bari (nacida el 1 de agosto de 2000) con Claes Bari, y un niño, Harry Bartal (nacido el 8 de agosto de 2011, mediante cesárea) con Yoav Bartal. Pezcynski está actualmente (2015) en una relación con el antiguo Ministro de Finanzas de Suecia Anders Borg.